# Csaja (Ob)
A Csaja  (oroszul: Чая) folyó Oroszország ázsiai részén, a Tomszki területen; az Ob bal oldali mellékfolyója.

## Földrajz
Hossza: 194 km, (a nagyobbik forráságával együtt: 542 km), vízgyűjtő területe: 27 200 km², évi közepes vízhozama 84 m³/s, évi legnagyobb vízhozama 950 m³/s.
Két forrásága, a Bakcsar és a Parbig egyesülésével keletkezik és észak felé folyik. Medre a középső folyástól kezdve kb. 100 m széles. Két ágra szakadva ömlik az Obba, 2400 km-re annak torkolatától. Főként olvadékvizek táplálják.
Vízgyűjtő területének legnagyobb része mocsaras alföld. Novembertől áprilisig a folyó befagy. Árvize április közepétől július elejéig tart. Árvíz idején az Ob vize az alsó szakaszt kb. 30 km-ig visszaduzzasztja. 
Alsó szakasza a torkolattól 114 km-ig hajózható.
Legnagyobb, jobb oldali mellékfolyója az Iksza (hossza 430 km); torkolatánál fekszik a Csajai járás székhelye, Podgornoje.